# 613 هـ
613 هـ هي سنة في التقويم الهجري امتدت مقابلةً في التقويم الميلادي بين سنتي 1216 و1217.

## مواليد
- أحمد اللبلي
- ابن سبعين
- العفيف التلمساني

## وفيات
- تاج الدين الكندي
- ابن نجيب الهاشمي

- الظاهر غازي